# (1854) Skvortsov
(1854) Skvortsov ist ein Asteroid des Hauptgürtels, der am 22. Oktober 1968 von Tamara Michailowna Smirnowa im Krim-Observatorium entdeckt wurde. Er wurde nach Jewgeni Fjodorowitsch Skworzow (1882–1952) benannt.